# Galea (gènere)
Galea és un gènere de rosegadors de la família dels càvids. Les espècies d'aquest grup viuen a Sud-amèrica i es reprodueixen a diversos moments de l'any, sense que importi gaire el clima o la disponibilitat d'aliment. La gestació dura 48 dies i culmina en una ventrada d'entre dues i quatre cries (ambdues xifres són més baixes que en el conill porquí). El desenvolupament placentari és molt similar al del conill porquí.